# Políptic de la vida de Santa Clara
El Políptic de la vida de Santa Clara és un políptic del gòtic tardà. Actualment forma part de la col·lecció permanent del Museu Frederic Marès.

## Descripció
Estem davant d'una de les peces més destacades del gòtic tardà europeu que es conserven en el museu. Es tracta d'una obra, combinació de pintura i escultura, en la qual destaca la imatge de Santa Clara, amb l'hàbit franciscà, que probablement va estar arrecerada sota un tabernacle del qual queden les taules pintades que el tancaven.
En la part interior de les ales es relata la vida de la santa en l'època anterior al seu ingrés en el convent. D'esquerra a dreta i de dalt a baix hi veiem: Hortolana -la mare-, embarassada i pregant davant d'un crucifix, moment en què un àngel que baixa li anuncia que d'ella naixerà una llum extraordinària; el baptisme de la santa, en el qual se li imposa el nom de Clara; el dejú de les menges pròpies de la seva condició d'aristòcrata; menges que reparteix als pobres a través de la seva assistenta; l'encontre amb sant Francesc d'Assís, i Clara recollint una branca d'olivera per al Diumenge de Rams de la mateixa mà del bisbe. Les escenes de la part baixa mostren la santa en oració, donant diners als pobres, i sent rebuda per sant Francesc en el convent on li talla el cabell.
Aquest políptic procedeix del monestir de monges clarisses de Calabazanos, que va acollir moltes dones d'alt llinatge de Palència. La santa va instaurar en la seva comunitat el privilegi de la pobresa, que consistia a viure sense possessions ni rendes tot seguint les petjades del Crist. Potser per això s'emfasitza tant la vida luxosa a què va renunciar Santa Clara per fer-se monja.
La imatge potser la van realitzar en un dels tallers de la zona de Brabant cap al 1500. És d'un alt nivell artístic, qualitat que no trobem en les taules pintades que l'acompanyen.